# Маркшейдерська опорна мережа
Маркшейдерська опорна мережа (рос. маркшейдерская опорная сеть, англ. surveying reference network; нім. markscheiderisches Basisnetz n) — система пунктів, закріплених на земній поверхні і в гірничих виробках; є гол. геометричною основою маркшейдерських зйомок. Використовується для складання креслень гірничої графічної документації і для вирішення різних маркшейдерських і гірничо-технічних завдань.

## Підземна маркшейдерська опорна мережа
Див. Обробка підземних маркшейдерських мереж
Підземна маркшейдерська опорна мережа — сукупність закріплених в основних гірничих виробках пунктів, координати яких визначено в системі координат, прийнятій на земній поверхні.

## Гіросторона
Сторона підземної маркшейдерської опорної мережі, або мережі на поверхні, дирекційний кут якої визначено способом гіроскопічного орієнтування.